# Ketoubot

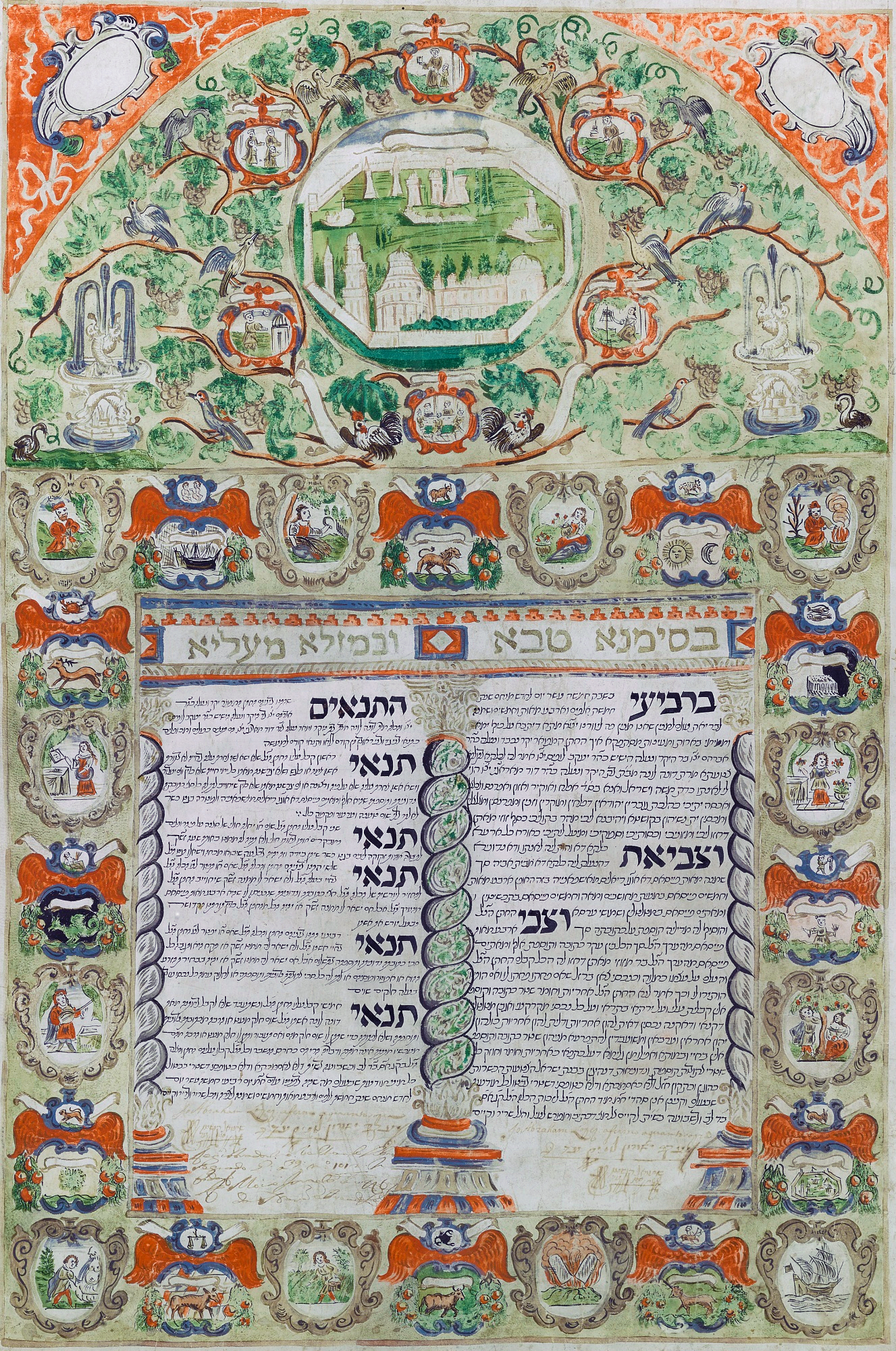
Ketouba ornée, Livourne, 23 juillet 1698.

Ketubot (en hébreu : כְּתוּבּוׂת) est un traité de la Mishna et du Talmud qui fait partie de l'ordre Nachim. Il porte sur les différentes responsabilités matrimoniales, en particulier celles qui concernent le contrat de mariage (en hébreu : ketouba). En raison des grandes discussions dont il a été le sujet, Ketoubot est souvent appelé le Talmud miniature (Shas Katan).
Une ketouba (pluriel : ketoubot, en hébreu : כְּתוּבָּה) est un type spécial d'accord prénuptial juif. Il est considéré comme faisant partie intégrante d'un mariage juif traditionnel et décrit les droits et responsabilités du marié envers la mariée. Actuellement, la ketouba n'a pas de valeur monétaire, mais elle a une valeur légale en Israël.

## Chapitres
1. Betoula Niset
2. Ha'isha Shennit'armela
3. Elou Nearot
4. Na'ara shenitpateta
5. Af al pi she'amru
6. Metziat ha'isha
7. Hamadir et Ishto
8. H 'Shennafelou
9. Hakotev Le'ishto
10. Mi Sh 'Nasuy
11. Almana Nizonet
12. Hanose Et Ha'isha
13. Shnei Dayanei Gez